# جورج غراي (لاعب كرة قدم)
جورج غراي (بالإنجليزية: George Gray)‏ (7 يوليو 1925 بسندرلاند في المملكة المتحدة - 1 يناير 1995 في المملكة المتحدة) هو لاعب كرة قدم بريطاني (وحمل سابقاً جنسية المملكة المتحدة لبريطانيا العظمى وأيرلندا) في مركز نصف الجناح. لعب مع ديربي كاونتي وسويندون تاون وغريمسبي تاون ودارلينجتون إف سى.